# Rio Culuene
Le rio Culuene (ou Kuluene) est un cours d'eau brésilien de l'État du Mato Grosso. Il est l'un des principaux bras formateurs du rio Xingu coulant du Sud de l'État vers le Nord, donc un sous-affluent de l'Amazone. 

## Géographie
C'est un des cours d'eau les mieux préservés du Brésil, grâce à la présence indigène tout le long de son parcours. En 2004, la construction d'un barrage était prévue entre Campinápolis et  Paranatinga, sur son cours, à l'endroit précis d'une zone sacrée où les peuples amérindiens du Haut-Xingu célèbrent leur dieu Mawutsinin, à travers la cérémonie du Kwaryp (ou Kuarup, Quarup). Le lac créé par ce projet devrait recouvrir une superficie de 1.290 ha, dont 920 de végétation originelle. Si l'ouvrage est construit, il consistera en deux barrages.